# Mahesh Gawli
Mahesh Gawli (* 23. Januar 1980 in Goa) ist ein indischer Fußballspieler und spielt bei Dempo SC und im indischen Nationalteam.
Nach regionalen Erfolgen mit dem FC Kochin feierte Gawli seinen Durchbruch beim indischen Erstligisten Churchill Brothers SC, wo er von 2000 bis 2003 aktiv war. Mit dem East Bengal Club erreichte er 2004 die Meisterschaft, was der erfahrene Nationalspieler 2006 mit Mahindra United wiederholen konnte. Daraufhin wechselte er Mahesh Gawli im Jahr 2007 zu Dempo SC und errang auch mit diesem Klub die indische Meisterschaft.